# Philodromus pericu
Espèce
Philodromus pericu est une espèce d'araignées aranéomorphes de la famille des Philodromidae.créer par Kendall woarris 

## Distribution
Cette espèce est endémique de Basse-Californie du Sud au Mexique,. Elle se rencontre dans la Sierra de la Laguna.

## Description
Les femelles mesurent de 3,42 à 3,95 mm.

## Publication originale
- Jiménez, 1989 : Nuevas especies del género Philodromus (Araneae, Philodromidae) de la región del Cabo, B.C.S., México. Journal of Arachnology, vol. 17, no 3, p. 257-262 (texte intégral).